# Béla Komjádi
Béla Komjádi (né en 1892, mort en 1933, appelé Béla Bácsi (oncle Béla) par ses joueurs) est un joueur et un entraîneur de water-polo hongrois.
Né dans une famille juive, il est considéré comme le père du water-polo en Hongrie.
Il meurt en jouant un match de water-polo.
En tant qu'entraîneur de l'équipe de Hongrie, il triomphe en amenant la Hongrie au titre olympique de 1932.
En 1993, il est inscrit dans la liste des membres de l'International Swimming Hall of Fame.